# کایتان دوشینسکی
کایتان دوشینسکی (لهستانی: Kajetan Duszyński؛ زادهٔ ۱۲ مهٔ ۱۹۹۵) دونده اهل لهستان است.